# Asomtavruli
Cette page contient des caractères spéciaux ou non latins. S’ils s’affichent mal (▯, ?, etc.), consultez la page d’aide Unicode.
L'asomtavruli (géorgien : ასომთავრული, [asomtʰavruli]), également nommé mrglovani (მრგლოვანი, [mrglovani], littéralement « arrondi ») est un alphabet utilisé autrefois pour transcrire le géorgien.

## Historique
L'origine de l'écriture géorgienne n'est pas connue ; la tradition historique géorgienne attribue l'invention de l'alphabet au roi Pharnabaze Ier au IIIe siècle av. J.-C., tandis que d'autres interprétations nomment des prêtres de Mithra en 412 av. J.-C. Quoi qu'il en soit, le plus vieil écrit indubitablement en géorgien date d'environ 430 ap. J.-C. et a été découvert dans une église de Palestine ; il utilisait l'asomtavruli.
L'asomtavruli, à l'origine monocaméral, fut progressivement remplacé par le nuskhuri à partir du IXe siècle, avant d'être par la suite utilisé pour seulement écrire les lettres capitales des textes religieux (dans une écriture bicamérale associant deux alphabets appelée khutsuri). Les deux écritures devinrent obsolètes à partir du XIe siècle par la généralisation du mkhedruli (redevenu monocaméral).
Certains écrivains contemporains ont cependant expérimenté l'utilisation des anciennes lettres asomtavruli pour les capitales afin de rendre à nouveau bicamérale l'écriture moderne. D'autres plus récemment ont préféré développer des variantes capitales très proches du mkhedruli (dans un alphabet appelé mtavruli et non plus asomtavruli) facilitant la lecture pour les Géorgiens non familiarisés avec l'ancien style asomtavruli qu'ils peuvent avoir du mal à déchiffrer.

## Alphabet
| Lettre | Nom      | Nom   | Prononciation | Translit. |
| Lettre | Géorgien | Latin | Prononciation | Translit. |
| ------ | -------- | ----- | ------------- | --------- |
| Ⴀ      | ან       | An    | [a]           | a         |
| Ⴁ      | ბან      | Ban   | [b]           | b         |
| Ⴂ      | გან      | Gan   | [g]           | g         |
| Ⴃ      | დონ      | Don   | [d]           | d         |
| Ⴄ      | ენ       | En    | [ɛ]           | e         |
| Ⴅ      | ვინ      | Vin   | [v]           | v         |
| Ⴆ      | ზენ      | Zen   | [z]           | z         |
| Ⴇ      | თან      | Than  | [t]           | t'        |
| Ⴈ      | ინ       | In    | [i]           | i         |
| Ⴉ      | კან      | Kan   | [k]           | k         |
| Ⴊ      | ლას      | Las   | [l]           | l         |
| Ⴋ      | მან      | Man   | [m]           | m         |
| Ⴌ      | ნარ      | Nar   | [n]           | n         |
| Ⴍ      | ონ       | On    | [o]           | o         |
| Ⴎ      | პარ      | Par   | [p]           | p         |
| Ⴏ      | ჟან      | Zhan  | [ʒ]           | ž         |
| Ⴐ      | რაე      | Rae   | [r]           | r         |
| Ⴑ      | სან      | San   | [s]           | s         |
| Ⴒ      | ტარ      | Tar   | [t]           | t         |
| Ⴓ      | უნ       | Un    | [u]           | u         |
| Ⴔ      | ფარ      | Phar  | [pʰ]          | p'        |
| Ⴕ      | ქან      | Khan  | [kʰ]          | k'        |
| Ⴖ      | ღან      | Ghan  | [ɣ]           | ḡ         |
| Ⴗ      | ყარ      | Qar   | [q]           | q         |
| Ⴘ      | შინ      | Shin  | [ʃ]           | š         |
| Ⴙ      | ჩინ      | Chin  | [tʃʰ]         | č'        |
| Ⴚ      | ცან      | Can   | [tsʰ]         | c'        |
| Ⴛ      | ძილ      | Jil   | [dz]          | j         |
| Ⴜ      | წილ      | Cil   | [ts]          | c         |
| Ⴝ      | ჭარ      | Char  | [tʃ]          | č         |
| Ⴞ      | ხან      | Xan   | [x]           | x         |
| Ⴟ      | ჯან      | Jan   | [dʒ]          | ǰ         |
| Ⴠ      | ჰაე      | Hae   | [h]           | h         |
| Ⴡ      | ჱე       | He    | —             | ē         |
| Ⴢ      | ჲე       | Hie   | —             | y         |
| Ⴣ      | ვიე      | Wie   | —             | w         |
| Ⴤ      | ჴარ      | Har   | —             | ẖ         |
| Ⴥ      | ჰოე      | Hoe   | —             | ō         |

## Représentation informatique
L'asomtavruli est représenté par les caractères Unicode U+10A0 à U+10CF, dans la première moitié un bloc contenant également les caractères du mkhedruli (l'alphabet géorgien moderne normal, souvent écrit de façon monocamérale mais parfois seulement pour les minuscules car un autre alphabet mtavruli vient le compléter pour les variantes capitales parfois utilisées).
| en fr  | 0 | 1 | 2 | 3 | 4 | 5 | 6 | 7 | 8 | 9 | A | B | C | D | E | F |
| ------ | - | - | - | - | - | - | - | - | - | - | - | - | - | - | - | - |
| U+10A0 | Ⴀ | Ⴁ | Ⴂ | Ⴃ | Ⴄ | Ⴅ | Ⴆ | Ⴇ | Ⴈ | Ⴉ | Ⴊ | Ⴋ | Ⴌ | Ⴍ | Ⴎ | Ⴏ |
| U+10B0 | Ⴐ | Ⴑ | Ⴒ | Ⴓ | Ⴔ | Ⴕ | Ⴖ | Ⴗ | Ⴘ | Ⴙ | Ⴚ | Ⴛ | Ⴜ | Ⴝ | Ⴞ | Ⴟ |
| U+10C0 | Ⴠ | Ⴡ | Ⴢ | Ⴣ | Ⴤ | Ⴥ |   | Ⴧ |   |   |   |   |   | Ⴭ |   |   |
| U+10D0 | ა | ბ | გ | დ | ე | ვ | ზ | თ | ი | კ | ლ | მ | ნ | ო | პ | ჟ |
| U+10E0 | რ | ს | ტ | უ | ფ | ქ | ღ | ყ | შ | ჩ | ც | ძ | წ | ჭ | ხ | ჯ |
| U+10F0 | ჰ | ჱ | ჲ | ჳ | ჴ | ჵ | ჶ | ჷ | ჸ | ჹ | ჺ | ჻ | ჼ | ჽ | ჾ | ჿ |